# Madeleine Dupont
Madeleine Dupont (født 26. maj 1987 på Glostrup Hospital) er en dansk curlingspiller, der til dagligt spiller i Hvidovre Curling Club.
Hun er skipper på det danske kvindecurlinglandshold bestående af Denise Dupont, Mathilde Halse og My Larsen. Holdet er kvalificeret til OL i Beijing 2022.
Dupont har deltaget i tre olympiske Lege (2010, 2018 og 2022), 18 verdensmesterskaber og ni Europamesterskaber. Hun vandt sølv ved dame-VM i 2007 og bronze i 2009. Desuden tæller samlingen 3 EM-medaljer, en sølvmedalje til ungdoms-OL i 2005 og utallige danske mesterskaber.
Madeleine startede curlingkarrieren i februar 1998 efter Helena Blach Lavrsen og Co. vandt sølv ved OL i Nagano.

## Privat
Madeleine Dupont er gift med arkitekten Jesper Nordestgaard Dupont. Hun er lillesøster til Denise Dupont og storesøster til Oliver Dupont, som begge er curlinglandsholdsspillere, samt svigerinde til den russiske curlingskipper Victoria Dupont (tidl. Viktorija Aleksandrovna Moisejeva).
Madeleine er uddannet cand.merc.kom. fra CBS i 2011 og arbejder pt. som Client Manager hos TV 2.